# Sophie Commenge
Sophie Commenge (Saint-Claude (Guadeloupe), 4 januari 1960) is een Franse stripscenarist.
In 1982 ontmoette Commenge Didier Conrad in Marseille en zij trouwden.
Commenge heeft een bachelor in letteren en studeerde politieke wetenschappen en rechten aan de universiteit van Aix-en-Provence.
In 1984 werkte zij mee aan het script voor een Bob Marone-parodiereeks (parodie op Bob Morane) onder het pseudoniem Lucie. In 1985 was ze medeschepper van L'Avatar. En volgden meerdere scenario's, zoals voor Donito, tot 1996 toen ze verhuisde naar Californië. In 2001 maakte ze met Conrad de serie Raj voor Dargaud. In 2005 hielp Commenge bij de scenario's vanaf het derde album van Witte Tijgerin onder het pseudoniem Wilbur. 
In 2011 lanceerden Commenge en Conrad Marsu Kids, een spin-off van de reeks Marsupilami.
- Biblioteca Nacional de España: XX4856319
- Bibliothèque nationale de France: cb15106891t (data)
- Gemeinsame Normdatei: 141393696
- International Standard Name Identifier: 0000 0000 9785 4491
- Nederlandse Thesaurus van Auteursnamen: 304054445
- Système universitaire de documentation: 138919100
- Virtual International Authority File: 107557173
- WorldCat: E39PBJrwQ7wP6M8pqj8YCc4jG3